# Juan de Inés y Ortega
Juan de Inés y Ortega (Marugán  1717 - 1772) fue un maestro organero del barroco español.

## Biografía
Procedente de una familia de organeros, continuó con el taller que su tío Francisco Ortega Pérez instaló en Marugán (Segovia), quien fuera uno de los organeros castellanos más importantes del siglo XVIII, alcanzando a ser maestro organero del rey. Otros miembros de la saga familiar dedicados al mismo oficio fueron Tomás de Inés Rincón, José de Inés Rincón, y Leandro Garcimartín de Inés.
Dentro de los órganos que realizó se encuentran:
- Órgano para el Coro bajo del Monasterio de Nuestra Señora de Gracia, en Madrigal de las Altas Torres, 1756.

- Órgano para la iglesia de San Nicolás de Bari, en Marugán, 1763.[2]

- Órgano para la iglesia de San Juan, en Rodilana, 1766.[3]

- Órgano para el convento de la Purísima Concepción, en Cuéllar.